# Gaius Nummius Constans
Gaius Nummius Constans (vollständige Namensform Gaius Nummius Gai filius Falerna Constans) war ein im 2. Jahrhundert n. Chr. lebender Angehöriger der römischen Armee. Durch eine Inschrift, die in Atella gefunden wurde, ist seine militärische Laufbahn bekannt, die als cursus inversus, d. h. in absteigender Reihenfolge wiedergegeben ist.
Constans diente zunächst in Rom in der Cohors X urbana und trat danach in die Cohors III praetoria der Prätorianergarde ein. Nach einer Dienstzeit von mindestens 16 Jahren schied er ehrenvoll bei den Prätorianern aus. Im Anschluss trat er als Evocatus in foro ab actis erneut in die Armee ein und wurde zum Centurio befördert. Er diente zunächst in der Legio VII Claudia, die ihr Hauptlager in Viminatium in Moesia superior hatte und danach in der Legio III Cyrenaica, die ihr Hauptlager in Bostra in der Provinz Arabia hatte. Zuletzt wurde er Primus pilus in der Legio II Traiana fortis, die ihr Hauptlager bei Alexandria in Aegyptus hatte.
Constans erhielt in zwei Kriegen militärische Auszeichnungen. Von Trajan wurden ihm im Partherkrieg um 114/117 Torques, Armillae und Phalerae verliehen. Durch Hadrian wurde er während des Bar-Kochba-Aufstands um 132/135 mit Torques, Armillae, Phalerae und einer Corona aurea geehrt. Die Auszeichnungen im Partherkrieg dürfte er wahrscheinlich erhalten haben, während er in der Prätorianergarde diente. Die Auszeichnungen während des Bar-Kochba-Aufstands wurden ihm verliehen, als er entweder Evocatus oder Centurio in der Legio III Cyrenaica oder Primus pilus in der Legio II Traiana fortis war.
Constans war in der Tribus Falerna eingeschrieben und stammte aus Atella.

## Auszeichnungen
Valerie A. Maxfield nimmt an, dass er die Auszeichnungen als Evocatus, Centurio in der Legio III Cyrenaica oder weniger wahrscheinlich, als Primus pilus in der Legio II Traiana fortis erhielt. James Robert Summerly und Brian Dobson halten es für wahrscheinlich, dass er die Auszeichnungen entweder als Centurio in der Legio III Cyrenaica oder als Primus pilus erhielt.

## Datierung
Die Inschrift wird bei der Epigraphik-Datenbank Clauss-Slaby auf 135/138 datiert. James Robert Summerly datiert die Laufbahn von Constans als Centurio in einen Zeitraum zwischen 117 und 138.